# DART
Dublin Area Rapid Transit (DART) er et lokalt tognetværk i Dublin sammenligneligt med S-toget i København.